# Taktser
Taktser (in tibetano སྟག་འཚེར།, in Pinyin tibetano Dagcêr, in cinese 红崖村) è un villaggio della Cina, situato nella provincia del Qinghai. Si trova in Tibet, nella provincia culturale di Amdo.